# Mäntyjärvi (sjö i Kuhmo, Kajanaland)
Mäntyjärvi är en sjö i kommunen Kuhmo i landskapet Kajanaland i Finland. Sjön ligger 197,1 meter över havet. Arean är 52 hektar och strandlinjen är 3,48 kilometer lång. Sjön  ingår i Uleälvens huvudavrinningsområde.   Den ligger omkring 110 kilometer öster om Kajana och omkring 540 kilometer nordöst om Helsingfors. 